# Sungurpaşa, İnegöl
Sungurpaşa là một xã thuộc huyện İnegöl, tỉnh Bursa, Thổ Nhĩ Kỳ. Dân số thời điểm năm 2011 là 430 người.